# Anteos menippe
Anteos menippe is een vlindersoort uit de familie van de Pieridae (witjes), onderfamilie Coliadinae.
Anteos menippe werd in 1818 beschreven door Hübner.